# 앤드루 파크스
앤드루 파크스(Andrew Parks, 1951년 3월 1일 ~ )는 미국의 배우, 성우이다.
로스앤젤레스에서 태어났다.

## 영화
- 다크 앤 스토미 나잇 (2009년)
- 트레일 오브 더 스크리밍 포헤드 (2007년)
- 캐더브라의 잃어버린 해골 (2002년)
- 도니 브래스코 (1997년) - 홀만 역
- 로즈 앤 그레고리 (1996년)
- 아버지의 비밀 (1994년)
- 잠수 특전대 (1990년)
- 흑과 백의 분노 (1987년)
- 어느 코미디언의 눈물 (1976년)
- 명탐정 바나비 존즈 (1973년)
- 부츠 한 켤레 (1962년)